# Luigi Pernier
Luigi Pernier (né le 23 novembre 1874 à Rome et mort le 18 août 1937 à Rhodes) est un archéologue italien né dans une riche famille de propriétaires terriens d'origine française.

## Biographie
Il fait des études de lettres puis devient élève de la Scuola di archeologia de Rome (1897). En 1900, il est intégré à la mission italienne en Crète. Federico Halbherr lui confie alors les fouilles de Phaïstos.
En 1909, il devient directeur de l’École italienne d'archéologie à Athènes qu'il organise. Surintendant des fouilles d'Étrurie (1916), il enseigne l'archéologie à l'Institut d'études supérieures de Florence puis occupe la chaire d'archéologie de l'université de Florence (1922).
Il fouille à Cyrène en 1925 puis, à la mort de Helbherr, dirige la mission de Crète. Il meurt brutalement lors d'une mission à Rhodes.

## Travaux
Membre de la Mission archéologique italienne de Crète, Luigi Pernier effectua des fouilles à Phaistos et Aghia Triada. En juillet 1908, il a découvert le Disque de Phaistos.

## Publications
- A proposito di alcuni lavori eseguiti recentemente nell'interno del Teatro di Marcello. Roma : Tipografia della Reale Accademia dei Lincei, 1901
- Commemorazione del socio Federico Halbherr fatta dal corrispondente. Roma, Dott. Giovanni Bardi tipografo della Reale Accademia Nazionale dei Lincei, 1931
- Di una citta ellenica arcaica scoperta a Creta dalla Missione italiana. Roma : Calzone, 1909
- Heliogabalus : M. Aurelius Antoninus. Roma : L. Pasqualucci, 1911
- Il disco di Phaestos con caratteri pittografici. Roma : tip. dell'Unione editrice, 1909
- Il palazzo minoico di Festos : Scavi e studi della missione archeologica italiana a creta dal 1900 al 1934. Vol. I. Gli strati piu antichi e il primo palazzo. (r. Istituto d'archeologia e storia dell'arte). Roma : Ist. Poligr. Dello Stato, Libreria, 1935
- Il palazzo minoico di Festos : scavi e studi della Missione archeologica italiana a Creta dal 1900 al 1934. Roma : Libreria dello Stato
- Il tempio e l'altare di Apollo a Cirene : scavi e studi dal 1925 al 1934 : con 126 illustrazioni e dodici tavole fuori testo. Bergamo : Istituto italiano d'arti grafiche, 1935
- L'Odeum dell'Agorà di Gortina presso il Leteo. Bergamo : Istituto Italiano d'Arti Grafiche, 1927
- La raccolta archeologica Bargagli a Sarteano presso Chiusi. Siena : Stab. d'Arti grafiche S. Bernardino, 1920
- Lavori eseguiti a Festos dalla Missione Archeologica Italiana dal 15 febbraio al 28 giugno 1901 : relazione. Roma : [s.n.], 1901
- Lavori eseguiti dalla Missione Archeologica italiana nel palazzo di Phaestos dal 10 Febbraio al 28 maggio 1902 : relazione. Roma : Tipografia della Reale Accademia dei Lincei, 1903
- Lavori eseguiti dalla missione archeologica italiana in Creta dal 2 aprile al 12 settembre 1906 : relazione di Luigi Pernier al prof. Ettore De Ruggiero .... Roma : Tipografia della Reale Accademia dei Lincei, 1907
- Luigi Savignoni e la sua opera scientifica. Firenze : Stab. tip. E. Ariani, 1918
- Mura laterizie e terrecotte figurate di Arezzo antica. Roma : Tipografia della Reale Accademia naz. dei Lincei, 1920
- Nuove scoperte archeologiche a Tarquinii : (1904-1906). Roma : Tipografia della Reale Accademia dei Lincei, 1907
- Per lo studio del tempio etrusco. Roma : Nuova Antologia, 1927
- Recenti scoperte archeologiche degl'italiani a Creta. Roma : Nuova Antologia, 1927
- Ricognizioni archeologiche nelle sporadi. Roma : E. Calzone, 1914, Tip. Ed. Romana
- Ricordi di storia etrusca e di arte greca della città di Vetulonia. Roma : Tipografia della Reale Accademia dei Lincei, 1914
- Scavi della missione archeologica italiana in Creta nel 1907. Roma : Calzone, 1907
- Scavi della missione italiana a Phaestos, 1900-1901 : rapporto preliminare. Roma : Tipgrafia della Reale Accademia dei Lincei, 1902
- Studi sul teatro di Marcello. Roma : Tipografia Cuggiani, 1928
- Templi arcaici sulla Patela di Prinias : contributo allo studio dell'arte dedalica. Bergamo : Istituto Italiano d'Arti Grafiche, 1914
- Tombe eneolitiche del Viterbese (Roma). Parma : Stab. tipo-litografico L. Battei, 1905
- Tumulo con tomba monumentale al Sodo presso Cortona. Roma : Bardi, 1925
- Un singolare monumento della scrittura pittografica cretese. Roma : Tipografia della Reale Accademia dei Lincei, 1909
- Vestigia di una Citta ellenica arcaica in Creta. Milano : U. Hoepli, 1912